# الشنیه
الشنیة یک منطقهٔ مسکونی در سوریه است که در حمص واقع شده‌است.

## خصوصیات
الشنیة ۲٬۰۵۸ نفر جمعیت دارد.